# Okroug municipal de Slavgorod
La ville de Slavgorod (en russe : город Славгород) est une subdivision administrative (ville d'importance régionale) et une municipalité (okroug municipal) du kraï de l'Altaï dans le sud de la Sibérie. Son centre administratif est la ville Slavgorod, et sa population s'élevait à 37 657 habitants en 2021.

## Géographie
L'okroug municipal se situe dans le kraï de l'Altaï, un sujet, en tant que kraï, de la Russie, situé dans le district fédéral sibérien. Le kraï de l'Altaï se situe en Sibérie méridionale, dans la plaine de Sibérie occidentale. L'okroug, comme tout le kraï de l'Altaï, est situé dans le fuseau horaire MSK+4 (heure de Krasnoïarsk). Le décalage horaire appliqué par rapport au temps universel coordonné est +07:00.

## Politique et administration
L'okroug est l'un des okrougs administratifs (auxquels s'ajoutent les 59 raïons) du kraï de l'Altaï, dans le district fédéral sibérien. L'okroug compte 24 localités.